# Orzens
Orzens is een gemeente en plaats in het Zwitserse kanton Vaud, en maakt deel uit van het district Yverdon.
Orzens telt 213 inwoners.